# Quetzal (vogel)
De quetzal (Pharomachrus mocinno) is een vogel uit Midden-Amerika, die behoort tot de familie van de trogons. Het is de nationale vogel van het Midden-Amerikaanse land Guatemala.

## Afmetingen
Lengte: kop-romp 35–40 cm, staart tot 100 cm. Gewicht: 200-225 g.

## Uiterlijk
De quetzal is volgens velen de mooiste soort uit de familie van de trogons. Zowel de mannetjes als de vrouwtjes hebben een metaalglanzende groene kop, rug en vleugels, een helderrode borst en witte onderstaartveren. Bij de wijfjes zijn de kleuren overigens wel wat minder uitbundig dan bij de mannetjes en vaak is het metaalgroen vervangen door bruine veren. Bij mannetjes groeien in de paartijd vier staartdekveren uit tot erg lange, sierlijke groene slierten die buitenboord hangen als ze in het nesthol zitten. De poten van de quetzal zijn grijs en hebben vier tenen aan iedere voet. Twee tenen zijn naar voren, de andere twee zijn naar achteren gericht. De snavel van de quetzal is kort, maar wel erg sterk. Mannelijke vogels hebben een gele bek, wijfjes een zwarte.

## Voedsel
De quetzal voedt zich voornamelijk met vruchten en dan vooral wilde avocado’s. Die worden geheel ingeslikt, waarna het vruchtvlees in de maag wordt verteerd. De grote pit wordt weer uitgespuugd, waardoor de quetzal bijdraagt aan de verspreiding van avocado-bomen. Quetzals eten daarnaast insecten, spinnen, kleine boomkikkers en gekko’s.

## Leefwijze
Deze vogels houden zich vooral op in de boomkruinen. De mannelijke quetzal claimt iedere dag opnieuw zijn territorium met zijn kenmerkende roep, die vooral bij zonsopgang, midden op de morgen en bij zonsondergang te horen is.

## Voortplanting
Het broedseizoen loopt van maart tot juni. De quetzal nestelt vaak in boomholten die door spechten verlaten zijn. Er worden twee tot vier lichtblauw gekleurde eieren gelegd, waarop de ouders om beurten broeden. De jongen komen na ongeveer achttien dagen uit het ei en worden door beide ouders opgevoed. Ze hebben nog niet de prachtige kleuren van hun ouders en de jongen worden voornamelijk gevoed met kleine insecten. Na een maand vliegen de kleine quetzals uit, hoewel ze een tijd nog vaak met hun ouders optrekken.

## Leefomgeving
Beboste gebieden van 1200 tot 3000 meter hoogte, zoals nevelwouden, vormen het leefgebied van de quetzals.
De soort telt twee ondersoorten:
- P. m. mocinno: van zuidelijk Mexico tot noordelijk Nicaragua.
- P. m. costaricensis: van Costa Rica tot westelijk Panama.

## De quetzal in de cultuur
De quetzal maakt deel uit van veel Indiaanse legenden en deze vogel is vooral sterk verbonden met Quetzalcoatl, de god van de wind en de cultuur bij de Azteken, wiens naam gevederde slang betekent. Op het doden van een quetzal stond de doodstraf. Ook bij de Maya’s stond de quetzal hoog in aanzien als symbool voor vrijheid, mede omdat de quetzal in gevangenschap altijd sterft. De rode borst zou de quetzal volgens de legenden hebben gekregen tijdens de komst van de Spaanse conquistadores (veroveraars) zoals Hernán Cortés. Toen de Spanjaarden de Maya’s versloegen, zouden de quetzals geland zijn op de bebloede Indianen om hen te beschermen. Door het bloed kleurde de borst van de quetzal helderrood.
De quetzal is een symbool in de nationale vlag en het wapen van Guatemala, ook hier omdat deze vogel steeds sterft als hij gekooid wordt. Ook is er in 1935 een Orde van de Quetzal ingesteld, de hoogste onderscheiding van Guatemala. De quetzal is ook de naam van de munteenheid in Guatemala.

## Status
De grootte van de populatie is in 2016 geschat tussen de 20.000 en 50.000 volwassen vogels. Op de Rode lijst van de IUCN heeft deze soort de status niet bedreigd.

## Afbeeldingen

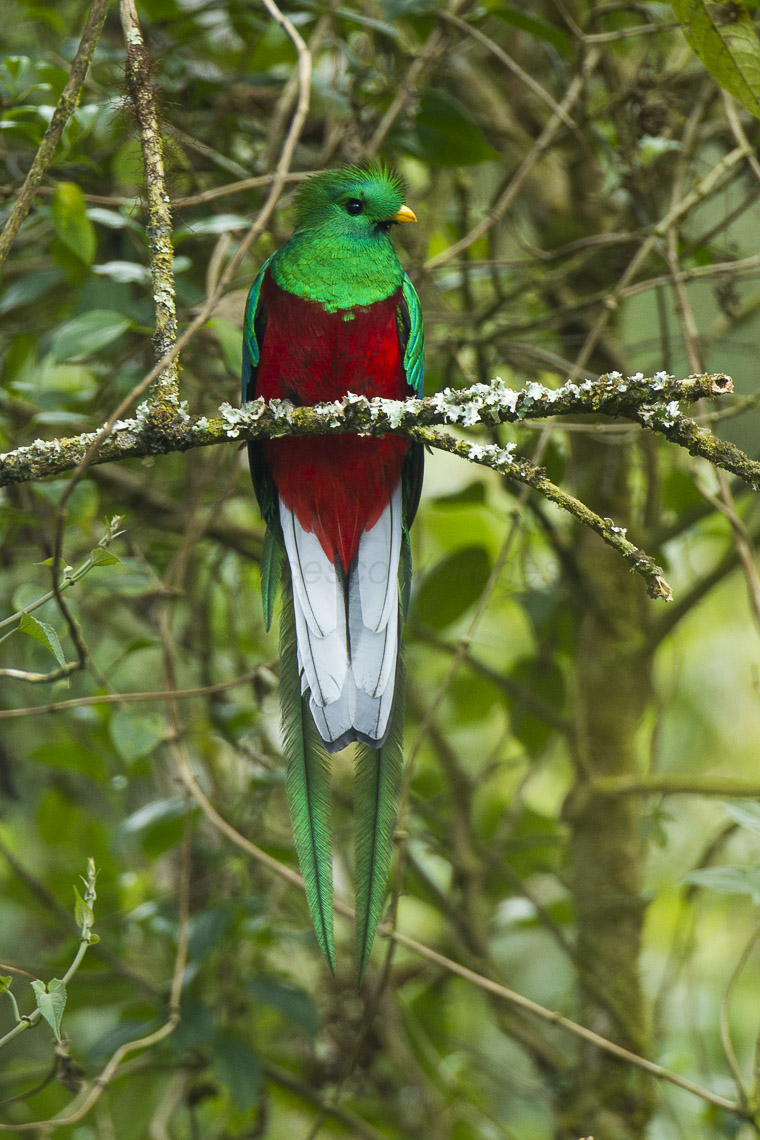
Mannetje
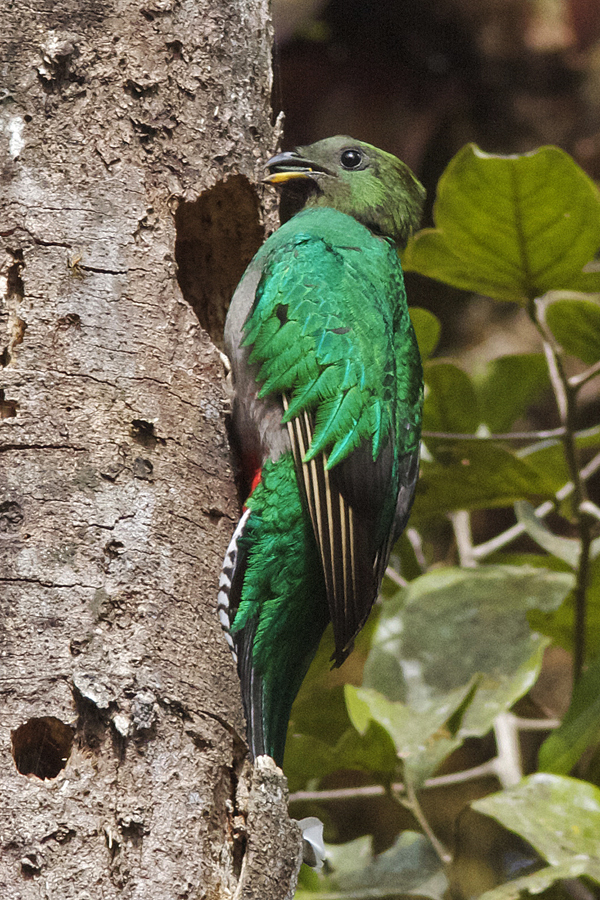
Vrouwtje bij nest
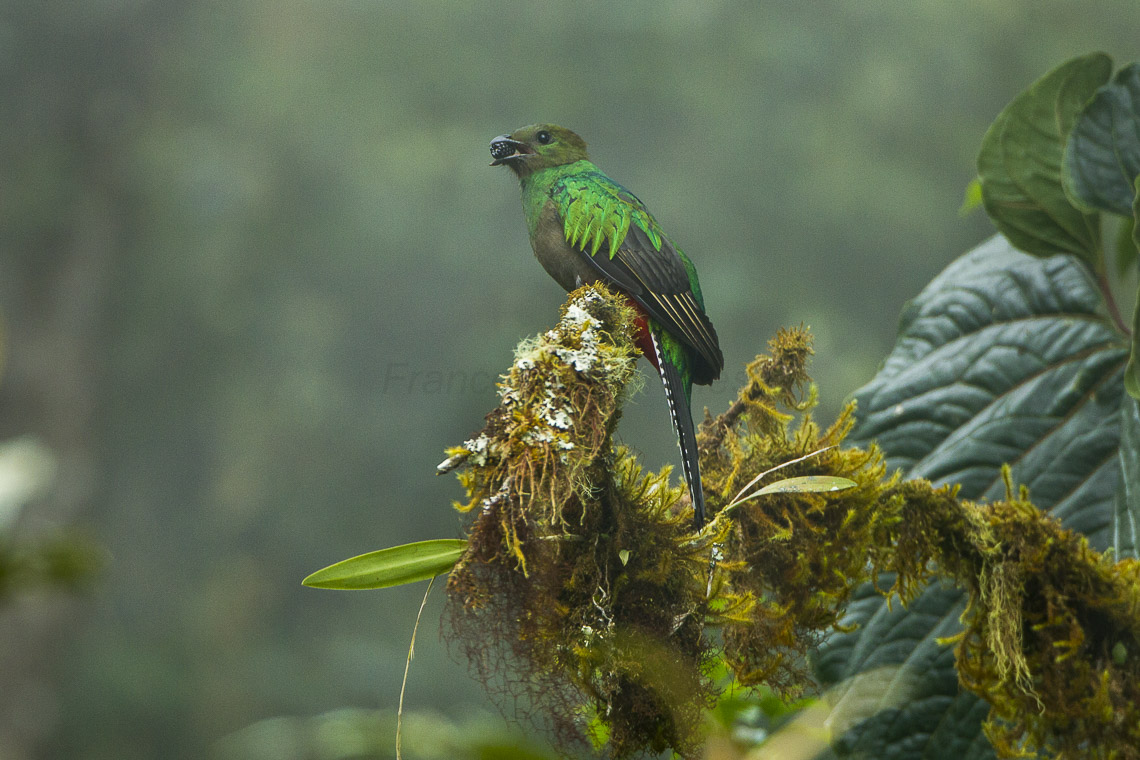
Vrouwtje